# Bukowiec (Lubasz)
Bukowiec – przysiółek wsi Lubasz w Polsce, położony w województwie małopolskim, w powiecie dąbrowskim, w gminie Szczucin.
W latach 1975–1998 przysiółek administracyjnie należał do województwa tarnowskiego.